# Carina Maria Schlebusch
Carina Maria Schlebusch (n.  ?) este o bioloagă evoluționistă suedeză ce lucrează la Universitatea Uppsala din Suedia. Specializarea sa este istoria populațiilor din Africa. În 2017 a fost coautoarea unui studiu științific care susține că homo sapiens a speciat acum mai mult de 300.000 de ani.